# Второ пришествие на Христос
Второто пришествие на Христос или Парусия (на гръцки [Δευτέρα] Παρουσία – [второ] идване, пристигане, присъствие) обозначава в християнската религия идеята за завръщането на Иисус Христос на земята в края на човешката история и идването на Божието царство. Второто пришествие се свързва често и със Страшния (последния) съд.
Библията не посочва конкретен ден, в който Второто пришествие ще настъпи, но дава ясни знаци и събития, които го предшестват. Целта на второто пришествие е да се установи Божието царство на земята и вече да няма болка, скръб и глад.
Библията казва, че Христос ще дойде за втори път. Но в нея са дадени две различни версии за идването му. Казва се, че всяко око ще Го види, но се предупреждава, че който отрече, че Христос ще дойде на Земята (в плът) е лъжесвидетел и Антихрист.
Библията споменава идване „върху небесните облаци“;
| „ | И ще видят Човешкия син, идващ върху небесните облаци със сила и голяма слава (Мат. 24:30). | “ |

Глава 19 от Откровение на Йоан описва как това дете израства и е преследвано от управниците на този свят; Описва „сватбата“ му и неговата „невеста“:
| „ | Нека се радваме и се веселим и нека отдадем Нему слава; защото дойде сватбата на Агнето, и Неговата жена се е приготвила... Блажени тези, които са поканени на сватбената вечеря на Агнеца (Откровение 19:7,9). | “ |

## Други пророчества за Второто пришествие
За Второто пришествие отношение вземат и съвременните пророци, като Нострадамус.